# Södermanlands runinskrifter 241
Runinskrift Sö 241 är en runsten som står i Skogs-Ekeby och Västerhaninge socken och Haninge kommun, Södertörn, Stockholms län. Stenen är vitmålad och skyltad.
När Richard Dybeck besökte stenen 1857-1858 ingick den i en broanläggning där bäcken korsas av vägen som löper mellan Skogs-Ekeby och Hammar. Dybeck anger i samband med sitt besök att runstenen ursprungligen ska ha stått på ett gravfält ett stycke åt sydöst. Sommaren 1866 kom stenen att flyttas till den plats där den står än idag.

## Inskriften
Translitterering av runraden:
uik-l(s) : a-- kiʀhimʀ : litu : ri(s)- stin : iftiʀ : burþur sen : kuþbiarn : --biarn : hiuk : stin
Normalisering till runsvenska:
Vig[i]ls o[k] Gæiʀhialmʀ letu ræis[a] stæin æftiʀ broður senn Guðbiorn. ...biorn hiogg stæin.
Översättning till nusvenska:
Vigils och Gerhjälm läto resa sten efter broder sin, Gudbjörn. ...björn högg stenen.